# 贵州四轮香
贵州四轮香（学名：Hanceola cavaleriei），为唇形科四轮香属下的一个植物种。